# Església parroquial de la Mare de Déu de Betlem (Bigastre)
L'església parroquial de la Mare de Déu de Betlem és un edifici històric de la localitat de Bigastre (Baix Segura, País Valencià). És un Bé de Rellevància Local, amb el codi 03.34.044-002.
Es coneix que a l'any 1715 comença a funcionar la parròquia a Bigastre, dins de la diòcesi d'Oriola. Pascual Madoz també l'esmenta al Diccionario geográfico-estadístico-histórico de España y sus posesiones de Ultramar (1846).
És un temple de planta biaxial format per tres naus amb capelles laterals. La nau central compta amb una capçalera de dos creuaments (on s'hi troba el cor alt), el creuer i tres creuades. Les capelles laterals s'obren a la capçalera amb arcs de mig punt de més ull que els que s'obre als peus. En el creuer hi ha una cúpula sobre petxines il·luminada amb mig punt en el tambor.
Hi ha un retaule dedicat a Sant Joaquim. La decoració interior es polícroma, amb panells d'or que sobresurten en els paraments blancs i blaus. La façana té una simetria trencada per la torre de planta quadrada, coronada amb cúpula.